# Algie Glacier
Algie Glacier är en glaciär i Antarktis. Den ligger i Östantarktis. Nya Zeeland gör anspråk på området. Algie Glacier ligger 93 meter över havet.
Terrängen runt Algie Glacier är varierad. Trakten är obefolkad. Det finns inga samhällen i närheten. 